# Aeródromo Pilauco
El Aeródromo Pilauco (OACI: SCOP) es un terminal aéreo ubicado 3 kilómetros al norte de Osorno, Provincia de Osorno, Región de Los Lagos, Chile. Es de propiedad privada.